# Улица Балтасбазницас
Улица Ба́лтасба́зницас (латыш. Baltāsbaznīcas iela) — улица в Северном районе Риги, в историческом районе Вецмилгравис. Начинается от проспекта Вецакю и пролегает в юго-западном и западном направлении до улицы Зивью, почти достигая берега Даугавы.

## История
Впервые упоминается под названием улица Базницас (с латыш. — «Церковная» — в честь расположенной здесь лютеранской «Белой» церкви) ещё до включения Вецмилгрависа в городскую черту (1922). Поскольку в Риге имелась и другая улица Базницас, в 1930 году получила нынешнее название. С установлением советской власти, в 1940 году была переименована в улицу Лашу (латыш. Lašu iela — дословно «Лососевая»). В годы немецкой оккупации было временно восстановлено наименование по церкви (нем. Strasse der Weissen Kirche); с 1944 вновь улица Лашу. Современное название вернулось в 1996 году.
В 1930-е годы на улице находилось 3 продовольственных магазина, парикмахерская, несколько ремесленных мастерских. Дальняя часть улицы (после перекрёстка с улицей Домбровска), относившаяся к территории бывшего села Ринужи, вошла в городскую черту только в 1946 году.

## Транспорт
Общая длина улицы Балтасбазницас составляет 1225 метров. Улица на всём протяжении асфальтирована. На участке от улицы Аугуста Домбровска до улицы Атлантияс движение одностороннее (в сторону улицы Атлантияс), на остальной части улицы — двустороннее. По участку с односторонним движением проходит несколько маршрутов автобуса, имеется одноимённая остановка.

## Примечательные объекты
- В начале улицы вдоль нечётной стороны расположен парк Зиемельблазма с одноимённым дворцом культуры (и парк, и здание являются памятниками архитектуры).
- Дом № 14 — деревянное здание бывшей Мюльграбенской прогимназии, построенное в 1908 году на средства Августа Домбровского. В настоящее время в здании располагается отделение детско-юношеского центра «Laimīte».
- Дом № 42 — торговый центр, построен в 1977 году как универмаг на средства Мангальского судоремонтного завода.
- Дом № 50 — лютеранская Даугавгривская Белая церковь[латыш.] (1786—1788) — единственная церковь в Латвии, выполняющая одновременно функцию маяка (сигнальный огонь расположен в шатре колокольни)[4]. Памятник архитектуры местного значения[5].

- Дом № 14
- Зиемельблазма, справа — улица Балтасбазницас
- Дом № 42
- Даугавгривская Белая церковь

## Прилегающие улицы
Улица Балтасбазницас пересекается со следующими улицами:
- проспект Вецакю
- улица Сармас
- улица Паугуру
- улица Зиемельблазмас
- улица Аугуста Домбровска
- улица Крейменю
- улица Ринужу
- улица Глиемежу
- улица Мелдру
- улица Атлантияс
- улица Зивью